# نیکولا استوشیچ
نیکولا استوشیچ (انگلیسی: Nikola Stošić؛ زادهٔ ۲۹ ژانویهٔ ۲۰۰۰) بازیکن فوتبال است که در حال حاضر برای اشتورم گراتس در پست هافبک بازی می‌کند.
از باشگاه‌هایی که در آن بازی کرده است می‌توان به لیفرینگ اشاره کرد.
وی همچنین در تیم‌های ملی فوتبال زیر ۱۵ سال و زیر ۱۶ سال صربستان بازی کرده است.